# MRPS18A
La proteína ribosómica mitocondrial S18a, de la subunidad pequeña 28S, es una proteína que en humanos está codificada por el gen MRPS18A.
Las proteínas ribosómicas mitocondriales de mamíferos están codificadas por genes nucleares y ayudan en la síntesis de proteínas dentro de la mitocondria. Los ribosomas mitocondriales (mitorribosomas) consisten en una subunidad 28S pequeña y una subunidad 39S grande. Tienen una composición estimada de proteína a ARNr del 75 % en comparación con los ribosomas procarióticos, donde esta proporción se invierte. Otra diferencia entre los mitorribosomas de mamíferos y los ribosomas procarióticos es que estos últimos contienen un ARNr 5S. Entre las diferentes especies, las proteínas que comprenden el mitorribosoma difieren mucho en secuencia y, a veces, en propiedades bioquímicas, lo que impide un fácil reconocimiento por homología de secuencia. 
Este gen codifica una proteína de la subunidad 28S que pertenece a la familia de proteínas ribosómicas S18P. La proteína codificada es una de las tres que tiene una similitud de secuencia significativa con las proteínas bacterianas S18. Las secuencias primarias de las tres proteínas S18 mitocondriales humanas no están más estrechamente relacionadas entre sí que con las proteínas S18 procariotas. Un pseudogén correspondiente a este gen se encuentra en el cromosoma 3p.